# Cleora viettei
Cleora viettei är en fjärilsart som beskrevs av Claude Herbulot 1958. Cleora viettei ingår i släktet Cleora och familjen mätare. Inga underarter finns listade i Catalogue of Life.